# Béréba
Pour le département et la commune rurale, voir Béréba (département).
Béréba est un village et le chef-lieu du département et la commune rurale de Béréba, situé dans la province du Tuy et la région des Hauts-Bassins au Burkina Faso.

## Géographie
Béréba se trouve à environ 80 km au nord-est de Bobo-Dioulasso.

## Économie
L'économie de la commune est en partie liée à sa position sur la ligne d'Abidjan à Ouagadougou, avec le trafic généré par la gare de Béréba (qui a été le terminus de la ligne jusqu'en 1950, avant son prolongement vers la capitale).

## Santé et éducation
Béréba accueille un centre de santé et de promotion sociale (CSPS).